# Tambon Si Don Chai
Tambon Si Don Chai (Thai: ศรีดอนชัย) is een tambon in de amphoe Chiang Khong in de changwat Chiang Rai. De tambon telde in 2005 8.919 inwoners en bestaat uit 18 mubans.